# 남부로 (당진시)
남부로(Nambu-ro) 충청남도 당진시 당진동 채운사거리에서 당진시 합덕읍 합덕삼거리를 잇는 도로이다.

## 주요 경유지
충청남도
- 당진시 (당진동 - 순성면 - 합덕읍)

## 노선
| 이름           | 접속 노선                        | 소재지 | 소재지 | 비고 |
| -------------- | -------------------------------- | ------ | ------ | ---- |
| 채운사거리     | 역천로                           | 당진시 | 당진동 |      |
| 옥돌고개       |                                  | 당진시 | 당진동 |      |
| 백암 교차로    | 백암1길 백암2길                  | 당진시 | 당진동 |      |
| 행동 교차로    | 서부로 아미로                    | 당진시 | 당진동 |      |
| 문예전당삼거리 | 무수동로                         | 당진시 | 당진동 |      |
| 대덕1교        |                                  | 당진시 | 당진동 |      |
| 순성중사거리   | 지방도 제619호선 (틀모시로)      | 당진시 | 순성면 |      |
| 순성사거리     | 순성로                           | 당진시 | 순성면 |      |
| 덕송교         |                                  | 당진시 | 순성면 |      |
| 소소 교차로    | 국가지원지방도 제70호선 (면천로) | 당진시 | 합덕읍 |      |
| 합도초교사거리 | 면천로                           | 당진시 | 합덕읍 |      |
| 운곡사거리     | 지방도 제622호선 (예덕로)        | 당진시 | 합덕읍 |      |
| 합덕사거리     | 운산로                           | 당진시 | 합덕읍 |      |
| 합덕삼거리     | 덕평로                           | 당진시 | 합덕읍 |      |

## 주요 시설및 건물
- 쌍용자동차 당진채운서비스 프라자 (남부로 69/채운동 101)
- SK에너지 해나루 셀프주유소 (남부로 551/갈산리 434-2)
- 합동택배 당진순송봉소 450영업소 (남부로 1064/봉소리 450-3)
- 순성119지역대 (남부로 1147/봉소리 119-3)
- GS칼텍스 순성주유소 (남부로 1186/광천리 241)
- S-OIL 대우충전소 (남부로 1985/운산리 83-2)